# Negin Djafari
Negin Djafari, född i Göteborg, är en svensk låtskrivare.
Djafaris föräldrar är båda födda i Iran, hennes mor Roohangiz är sångerska och gör klassisk persisk folkmusik. Hennes far Mohammed är bland annat arrangör av musik- och kulturevenemang i Göteborg. Negin Djafari började själv som sångerska och tog privatlektioner i sångteknik på gymnasiet innan låtskrivandet tog över.
Djafari kom efter gymnasiet i kontakt med låtskrivar- och produktionsteamet Random, som då bestod av Hugo Lira och Thomas Gustafsson, som kontrakterade henne för att skriva toplines (sångmelodi och texter) till musikbakgrunder som de erbjöd artister över hela världen. Hon har skrivit I Believe in You till svenska Idolvinnaren Agnes vars album nådde förstaplatsen på den svenska topplistan.
Djafari fick 2007 internationell uppmärksamhet när hon skrev One in a Million till Miley Cyrus album Hannah Montana 2 som toppade albumlistan i USA och sålde 4 gånger platina. Hon har även skrivit flera låtar till asiatiska artister som japanska Koda Kumi, Exile och Namie Amuro samt sydkoreanska BoA och TVXQ. Hennes låt Last Angel blev en stor hit för superstjärnan Koda Kumi som har sålt 15 miljoner fysiska skivor enbart i Japan. Låten, som släpptes 2008, blev etta på  Billboardlistan när den sålde 400 000 exemplar på en vecka.
Hon bor numera i USA då merparten av hennes arbete sker där.